# 미나미촌 (기후현)
미나미촌(일본어: 美並村)은 일본 기후현 구조군에 설치되었던 촌이다. 노오 평야에서 조금 북쪽으로 들어간 곳에 있는 마을로, 인구는 합병 직전 지점에서 5000명 정도로 나가라강 평지를 따라 중소 공장이 많이 있어 농림 어업보다 공업이 번성하기도 하여 헤이세이의 대합병 전 기후현 마을에서는 인구가 최다였다. 2004년 3월 1일에 구조군의 7정촌이 합병해 구조시가 성립해 미나미촌은 폐지되었다. 

## 역사
- 1954년 11월 1일 - 시모가와촌, 다케다촌이 합병해 성립하였다.
- 2004년 3월 1일 - 야마토 정·시라토리 정·다카스 촌·하치만 정·메이호 촌·와라 촌과 합병해 구조시가 성립하였다. 동일 미나미촌은 폐지되었다.

## 교통

### 철도
- 나가라가와 철도 에쓰미난 선

### 도로
- 도카이호쿠리쿠 자동차도
- 국도 제156호선

## 참고 문헌
- 角川日本地名大辞典編纂委員会,『角川日本地名大辞典 21 岐阜県』1980, 角川書店